# 查尔斯·巴贝奇
查尔斯·巴贝奇，FRS（英語：Charles Babbage，1791年12月26日—1871年10月18日），英国数学家、哲学家、發明家兼機械工程師。由於提出了差分機與分析機的設計概念（並有部份實做機器），被視為计算机先驱。
1828年至1839年，巴貝奇曾在劍橋大學擔任盧卡斯教授。
除了數學和計算機之外，巴贝奇也是當時重要的經濟學者之一。 他還参与了一些政治活动，但是這方面頗不成功。

## 生平

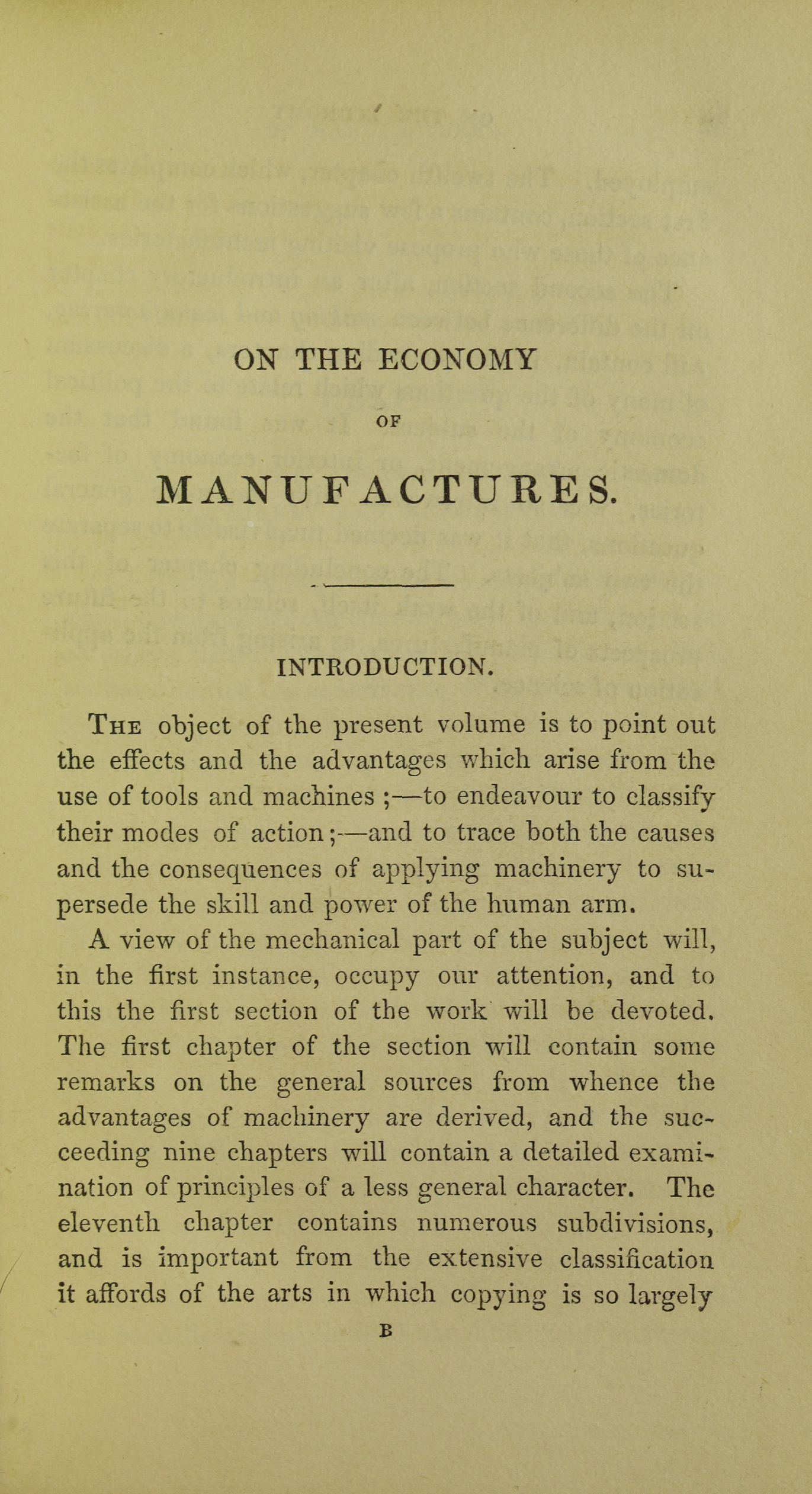
On the economy of machinery and manufactures, 1835

巴貝奇的出生地點具有爭議，然而依據《牛津國家人物傳記大辭典》，他最可能出生於英國倫敦瓦爾渥斯路克羅斯比巷（Crosby Row）44號。如今在拉崁街（Larcom Street）與瓦爾渥斯路的交叉口，設有一塊藍色牌匾記念此一事件。
巴贝奇的父亲是银行家。由于他父亲寬裕的的資金，使得他能够在初级教育阶段就接受几个学校和教师的指导。在8岁左右的时候为了能从一个致命的高烧中康复，他被送到一个乡村学校。
1810年10月，巴貝奇進入劍橋大學三一學院。他已經自行研修現代數學的某些部分，讀過羅伯特·伍特浩斯、約瑟夫·拉格朗日及瑪利亞·阿涅西等人的著作。因此，他對劍橋的制式代的數學教法頗感失望。
1812年，巴貝奇、約翰·赫歇爾、乔治·皮科克與幾位朋友共同組成分析學會，他們也與愛德華·萊恩親近。身為一個學生，巴貝奇也參與其他社團，例如從事於探索超自然現象的鬼魅俱樂部、專注於協助成員釋放身心的抽離者俱樂部,而且都相當投入。
同年巴貝奇轉學至劍橋大學彼得學院。在那裡他成為優秀的數學家，但並未因此在畢業時獲獎。1814年，他未試而獲得學位。他曾在為一篇論文辯護時被認為有公開褻瀆神明之舉，但未知是否因此而未參加考試。

## 設計電腦

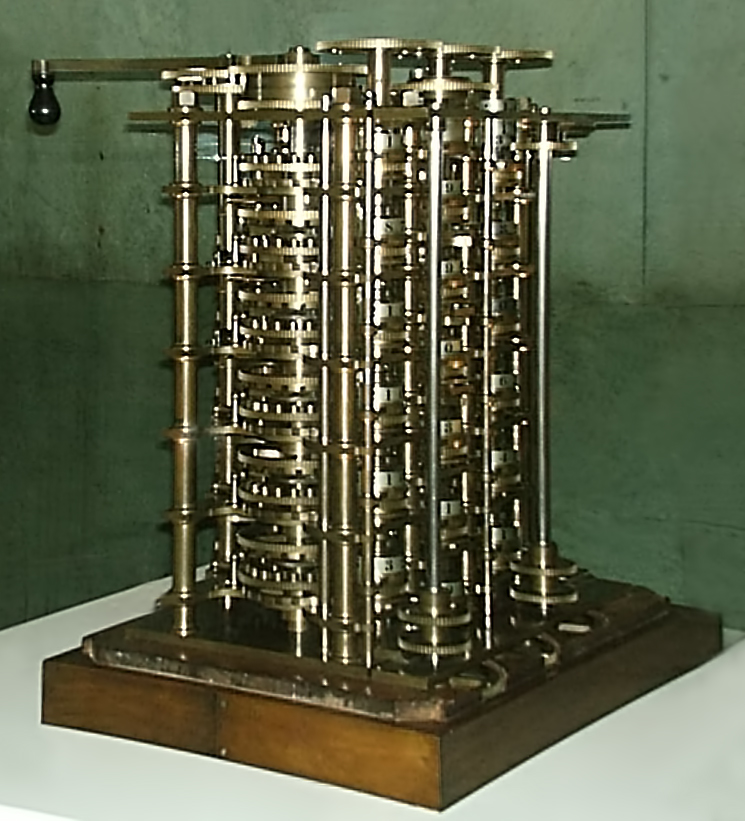
差分機一號的1/7完成品

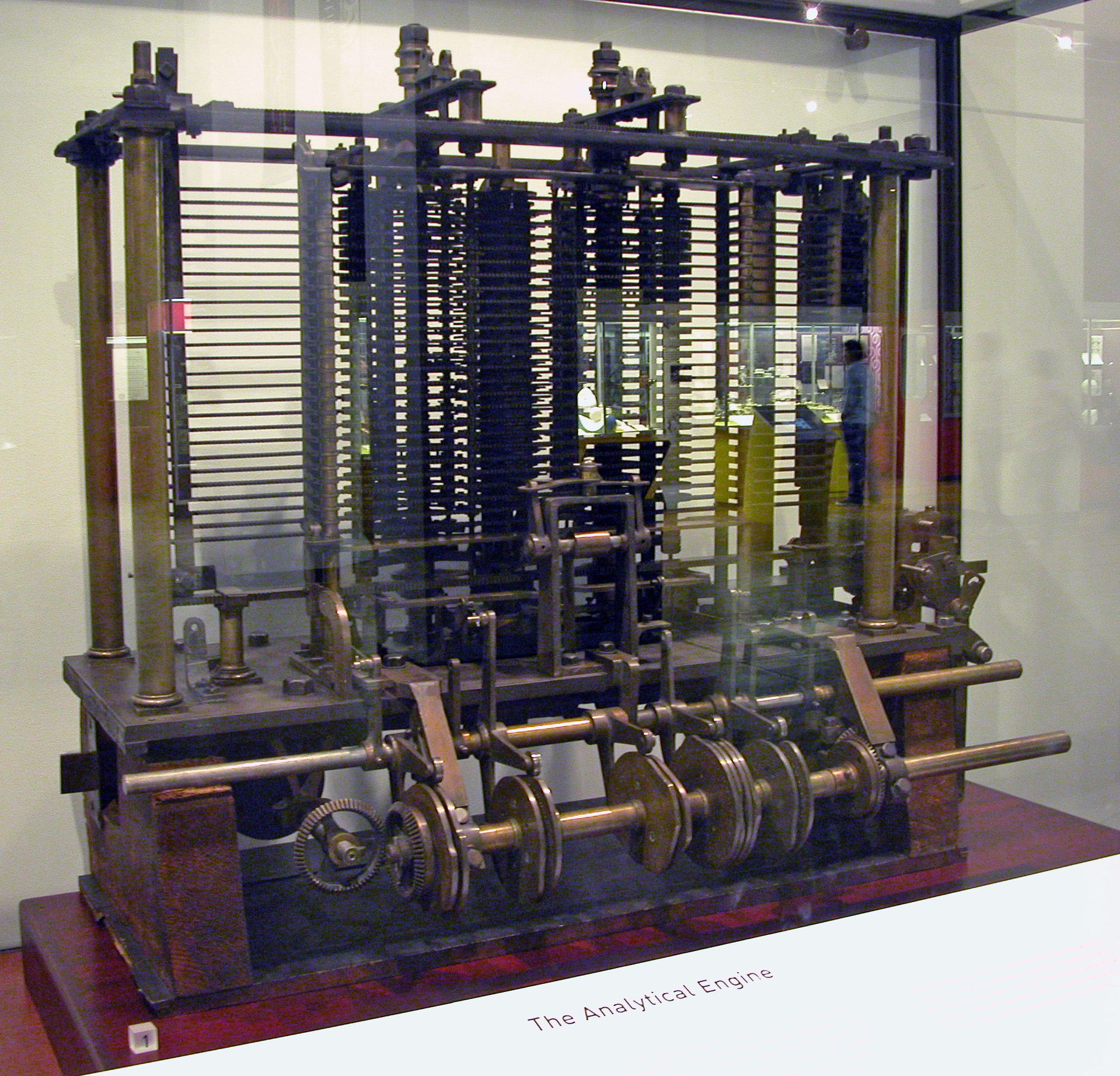
實驗性的部份分析機

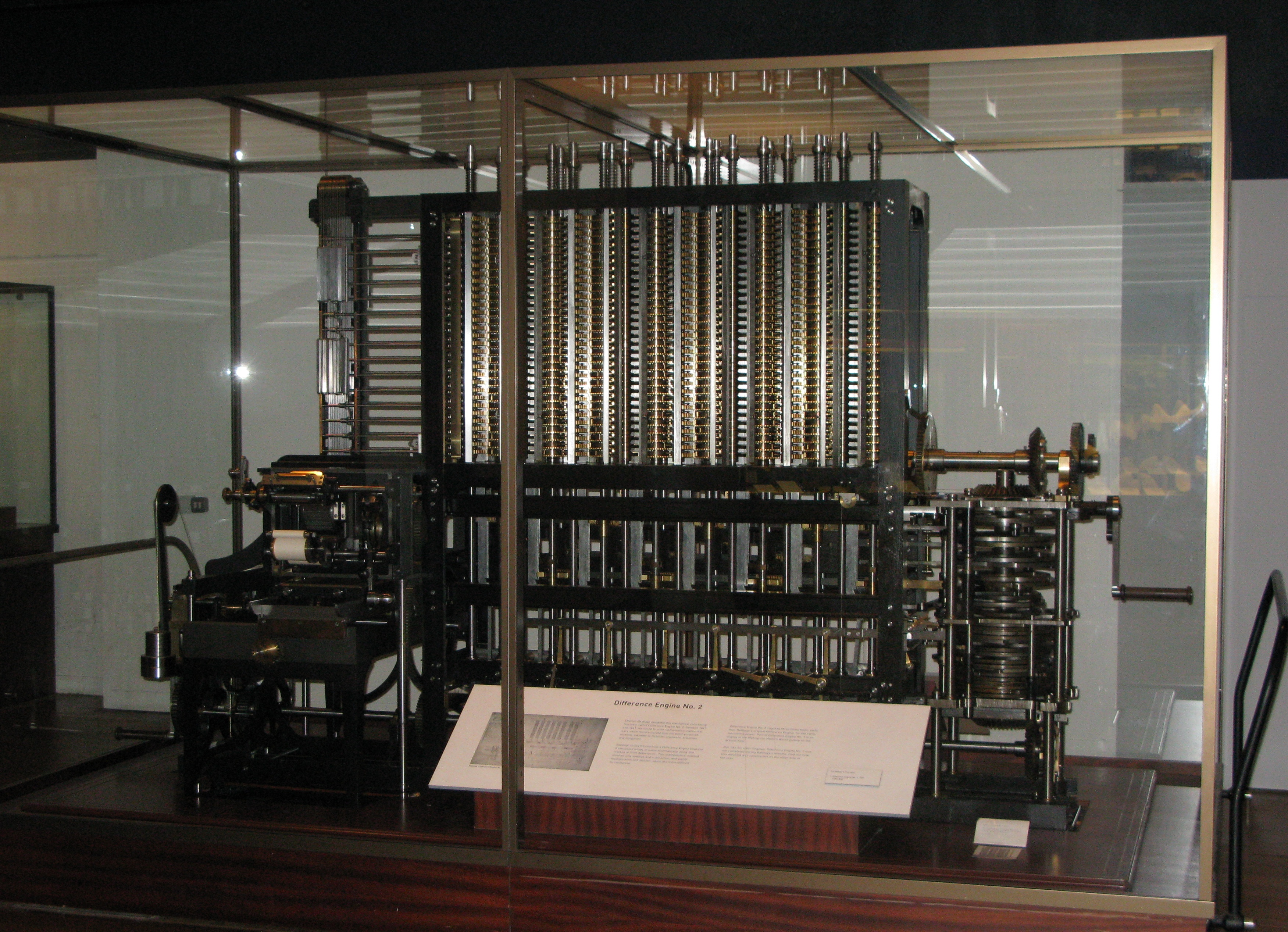
後人製造的差分機二號

### 差分機一號
巴貝奇設計計算機器的基本想法是利用「機器」將計算到印刷的過程全部自動化，全面去除人為疏失（如：計算錯誤、抄寫錯誤、校對錯誤、印製錯誤等）。而差分機一號（Difference Engine No.1）則是利用N次多項式求值會有共通的N次階差的特性，以齒輪運轉，帶動十進位的數值相加減、進位。
差分機一號（Difference Engine No.1）由英國政府出資，工匠Joseph Clement打造，預計完工需要25,000個零件（大致均分在計算和印刷兩部份），重達4噸，可計算到第六階差，最高可以存16位數（相當於千兆的數）。但因為大量精密零件製造困難，加上巴貝奇不停地邊製造邊修改設計，從1822到1832年的十年間，巴貝奇只能拿出完成品的1/7部份來展示，不過差分機運轉的精密程度仍令當時的人們嘆為觀止,至今依然是人类踏进科技的一个重大起步。
巴貝奇不斷延後完成期限的嚴重超支（英國政府在1842年的最後清算發現整個計畫一共讓國庫支出了￡17,500）、製作過程不斷修改設計、時常與克里門發生衝突等諸多原因，讓完整的差分機一號一直未能完成，一萬兩千多個還沒用到的精密零件後來都被熔解報廢。

### 分析機
失去了政府的資助後，巴貝奇仍繼續工作，設計一台更為複雜的機器——分析機。這台機器本有希望成為真正的電腦，可以執行包含「條件」、「迴圈」語句的程式，有暫存器用來儲存資料，不過同樣沒有完成。

### 差分機二號
差分機二號（或稱大型差分機）在1849年設計出來，卻在有生之年只實作了很小一部分。這台機器可以進行相當複雜的數學計算，具有31位元精度。

## 其它成就
在1824年，查尔斯因为发明了数学和天文的表格计算工具，获得了皇家天文学会金奖。
在《论机械和制造业的经济》，巴贝奇描述了现在被称作巴贝奇原则的观点，即由分工引起的一些优势。巴贝奇注意到高技能的（通常也是高薪水的）工人花费一部分他们的时间执行“低于”他们技能层次的任务。如果劳动过程能被分配给几个工人，就可以只安排高技能的任务给高技能（高成本）的工人并且留下其他工作任务给低一些技能（低一些薪水的）工人，因此减少劳动力成本。这个原则被卡尔·马克思批评，他认为这会导致劳动力隔离和增加异化。巴贝奇原则與弗雷德里克·温斯洛·泰勒的科学管理的假设有異曲同工之妙, 雖然後者較為知名, 但事實上巴貝奇原則比泰勒更早將科學概念引進管理學中

## 第二个差分机的制造
第二个差分机在1849年设计出来却在有生之年只实现了很小一部分。这台机器可以进行相当复杂的数学计算，具有31位精度。
计算机博物馆董事长Shustek说，英国政府资助了他的早期工作，期望以此获得更高精度的导航、科学和工程数据，尽管巴贝奇很聪明，却没能够将其实现。“他的失败并非技术问题，而是管理。一个大问题是，总在半路他又有了新想法，在进行工程项目时不得不学会说‘不’这正是我们现在做的。”
1871年，巴贝奇在怨恨失望中去世，甚至《泰晤士报》在讣告中还嘲笑了他的失败。

## 家庭
1814年1月25日，查尔斯·巴贝奇在聖麥可教堂（St. Michael's church）與乔治亚娜·惠特莫尔（Georgiana Whitmore）結婚。1827年，查尔斯的父亲、妻子和他其中的一个儿子死后，查尔斯进行了为期一年的欧洲旅行。查尔斯與乔治亚娜共育有8個子女，其中只有4個長到成年，包括邊傑明·赫謝爾、乔治亚娜·惠特莫尔、杜加爾德·布羅姆黑爾德（Dugald Bromheald）及亨利·普里弗斯特（Henry Prevost）。
- 邊傑明·赫謝爾·巴貝奇（1815年8月6日出生）
- 查爾斯·惠特莫爾·巴貝奇（1817年1月22日出生）
- 乔治亚娜·惠特莫尔·巴贝奇（1818年7月17日出生）
- 愛德華·史都華·巴貝奇（Edward Stewart Babbage，1819年12月15日出生）
- 法蘭西斯·莫爾·巴貝奇（Francis Moore Babbage，1821年6月1日出生）
- 杜加爾德·布羅姆黑爾德·巴貝奇（1823年3月13日出生）
- 亨利·普里弗斯特·巴貝奇（1824年9月16日出生）
- 亞歷山大·佛比斯·巴貝奇（Alexander Forbes Babbage，1827年出生）